# Feng Xiaogang

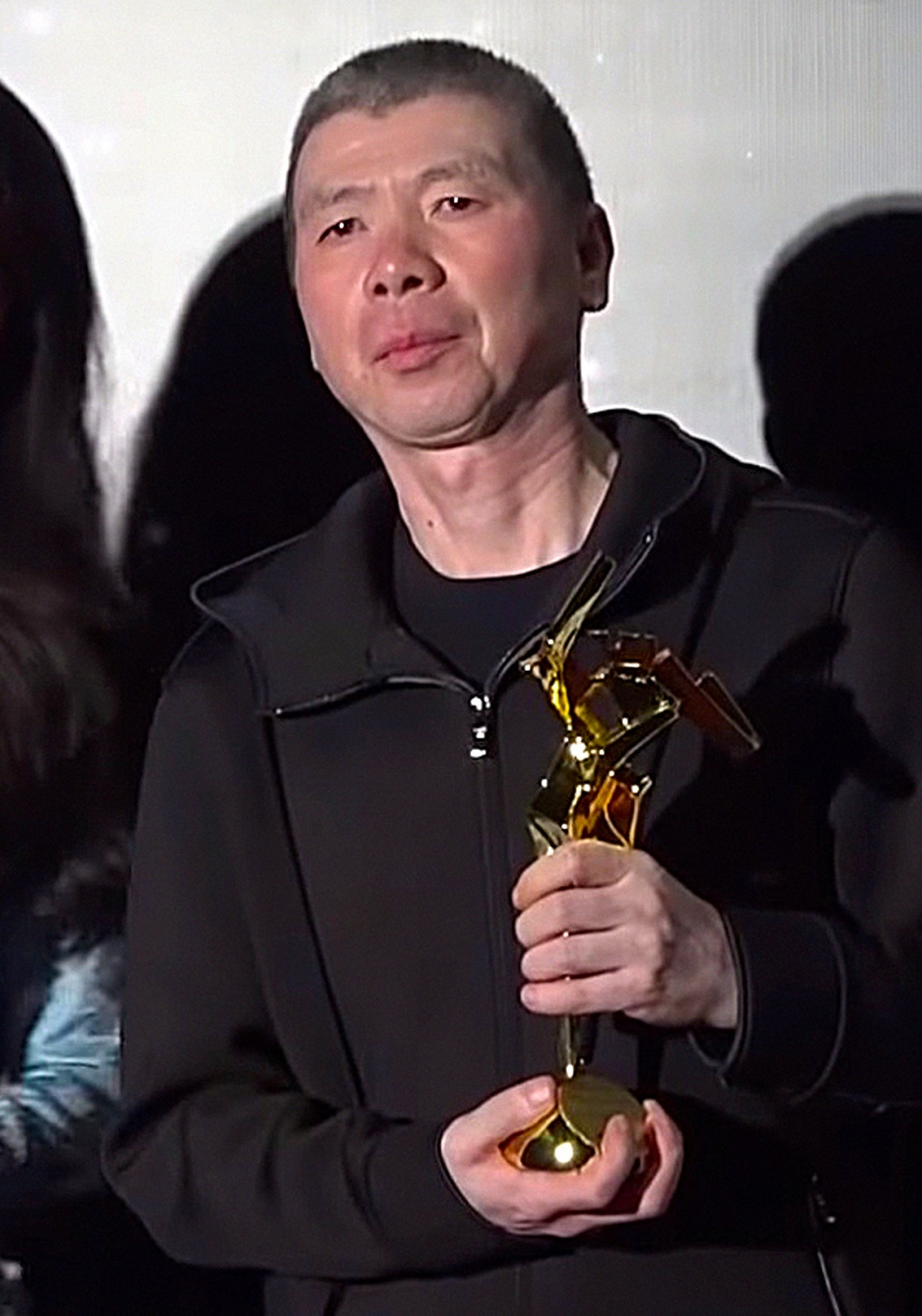
Feng Xiaogang, 2017

Feng Xiaogang (chinesisch 冯小刚, Pinyin Féng Xiǎogāng; * 18. März 1958 in Peking, China) ist ein kommerziell erfolgreicher chinesischer Regisseur. Wegen seiner Kassenerfolge wird er manchmal mit Steven Spielberg verglichen. Er ist auch als Filmproduzent, Schauspieler, Drehbuchautor und Bühnenbildner tätig.

## Biografie
Feng Xiaogang trat 1978 in die chinesische Volksbefreiungsarmee ein. Dort war er in einer Einheit für Kultur tätig. 1985 begann er in einem Fernsehunternehmen zu arbeiten. Er war an der künstlerischen Gestaltung mehrerer Fernsehsendungen beteiligt, schrieb Drehbücher und führte bei Fernsehsketchen Regie. 1991 wurde er in China bekannt als einer von drei Autoren der Stories From The Editorial Board (编辑部的故事). Einer der beiden anderen Autoren war Wang Shuo. Eine der Hauptrollen spielte Ge You, ein Freund Feng Xiaogangs.
1994 führte Feng Xiaogang das erste Mal Regie bei einem Kinofilm. Der Titel war Farewell My Love (永失我爱). Die Handlung beruht auf zwei Romanen von Wang Shuo. Der schrieb mit Feng Xiaogang zusammen auch das Drehbuch. Die weibliche Hauptrolle spielte Xu Fan, Fengs spätere Ehefrau.
1997 erschien der erste sogenannte Neujahrsfilm (贺岁片,  hèsuìpiàn) in der Regie von Feng Xiaogang. Zum chinesischen Neujahrsfest gibt es mehrere arbeitsfreie Tage hintereinander. Die ganze Familie versammelt sich. Neujahrsfilme sind inhaltlich auf das Fest abgestimmt. Der Film war kommerziell erfolgreich. Danach erschienen weitere kommerziell erfolgreiche Neujahrsfilme von Feng Xiaogang.
Seit einigen Jahren gibt es auch Filme mit anderen Themen von Feng Xiaogang. Er hat sehr viele Auszeichnungen erhalten. 2013 durfte Feng Xiaogang als erster chinesischer Regisseur seine Hand- und Fußabdrücke vor dem TCL Chinese Theatre in Hollywood hinterlassen.
2003 erschien Feng Xiaogangs Autobiografie mit dem Titel Ich habe Dir meine Jugend gewidmet (我把青春献给你). 2013 erschien von ihm als Autor ein Band mit Essays Sich keine Sorge ersparen (不省心).
2016 gewann er für Wo Bu Shi Pan Jinlian (englischsprachiger Festivaltitel: I Am Not Madame Bovary) die Goldene Muschel des Festival Internacional de Cine de San Sebastián. Die Verfilmung eines Romans von Liu Zhenyun stellt die junge Frau Li Xuelian (dargestellt von Fan Bingbing) in den Mittelpunkt, die sich mit ihrem Ehemann darauf einigt, eine Scheidung vorzutäuschen, um eine zweite Wohnung zu erhalten. Als ihr früherer Gatte dann sechs Monate später eine andere Frau heiratet, beginnt sie aus Wut gegen ihren Ehemann zu klagen und zehn Jahre lang gegen das chinesische Rechtssystem vorzugehen.
2017 wurde er in die Academy of Motion Picture Arts and Sciences (AMPAS) aufgenommen, die alljährlich die Oscars vergibt.
Feng Xiaogang ist einmal geschieden und hat eine Tochter aus erster Ehe. Seit 1999 ist er mit der Schauspielerin Xu Fan verheiratet, die auch häufig Hauptrollen in seinen Filmen spielt.
Aktivisten aus dem Umfeld chinesischer Regime-Gegner berichteten im Oktober 2022, dass sich Feng und seine Frau in die USA abgesetzt haben. Grund sei der wachsende politische und gesellschaftliche Druck durch Chinas Staats- und Parteiführung. Verwiesen wurde unter anderem auf ein rund zehn Jahre altes Fernsehinterview, in dem Feng vor den Gefahren einer neuen Kulturrevolution in China warnte.

## Filmografie (Auswahl)
- 1994: Lost My Love (永失我爱,  Yǒngshī wǒ ài)
- 1997: Dream Factory (甲方乙方,  Jiǎfāng yǐfāng)
- 1998: Be There or Be Square (不见不散,  Bùjiàn bùsàn)
- 1999: Sorry Baby (没完没了,  Méiwán méiliǎo)
- 2000: A Sigh (一声叹息,  Yī shēng tànxī)
- 2001: Big Shot’s Funeral (大腕,  Dàwàn)
- 2003: Cell Phone (手机,  Shǒujī)
- 2004: A World Without Thieves (天下无贼,  Tiānxià wú zéi)
- 2006: The Banquet (夜宴,  Yèyàn)
- 2007: Assembly (集结号,  Jíjiéháo)
- 2009: If You Are the One (非诚勿扰,  Fēichéng wùrǎo)
- 2010: Aftershock (唐山大地震,  Tángshān dàdìzhèn)
- 2010: If You Are the One 2 (非诚勿扰 2,  Fēichéng wùrǎo èr)
- 2012: Back to 1942 (一九四二,  Yī jiǔ sì èr)
- 2013: Personal Tailor (私人订制,  Sīrén dìngzhì)[14]
- 2016: I am Not Madame Bovary (我不是潘金莲,  Wǒ bú shì Pān Jīnlián)
- 2017: Youth (芳华,  Fānghuá)

## Auszeichnungen (Auswahl)
- 2008: Hundred Flower Award als bester Regisseur für den Film Assembly (集结号)[15][16]
- 2009: Huabiao Award als ausgezeichneter Regisseur für den Film Assembly (集结号)[17]
- 2009: Golden Rooster als bester Regisseur für den Film Assembly (集结号)[18]
- 2010: Hundred Flower Award als bester Regisseur für den Film If You Are the One (非诚勿扰)[19]
- 2012: Hundred Flower Award als bester Regisseur für den Film Aftershock (唐山大地震)
- 2013: Huabiao Award als ausgezeichneter Regisseur für den Film Back to 1942 (一九四二)[20]
- 2016: Goldene Muschel, Hauptpreis des Festival Internacional de Cine de San Sebastián für den Film I am Not Madame Bovary (我不是潘金莲).